# Lucien Buysse

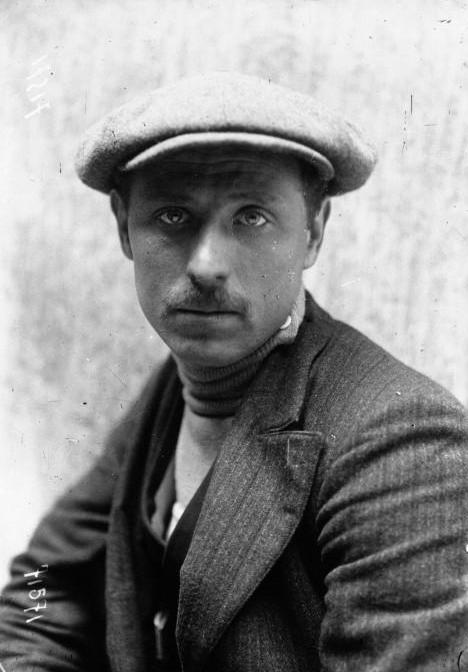
Lucien Buysse (1919)

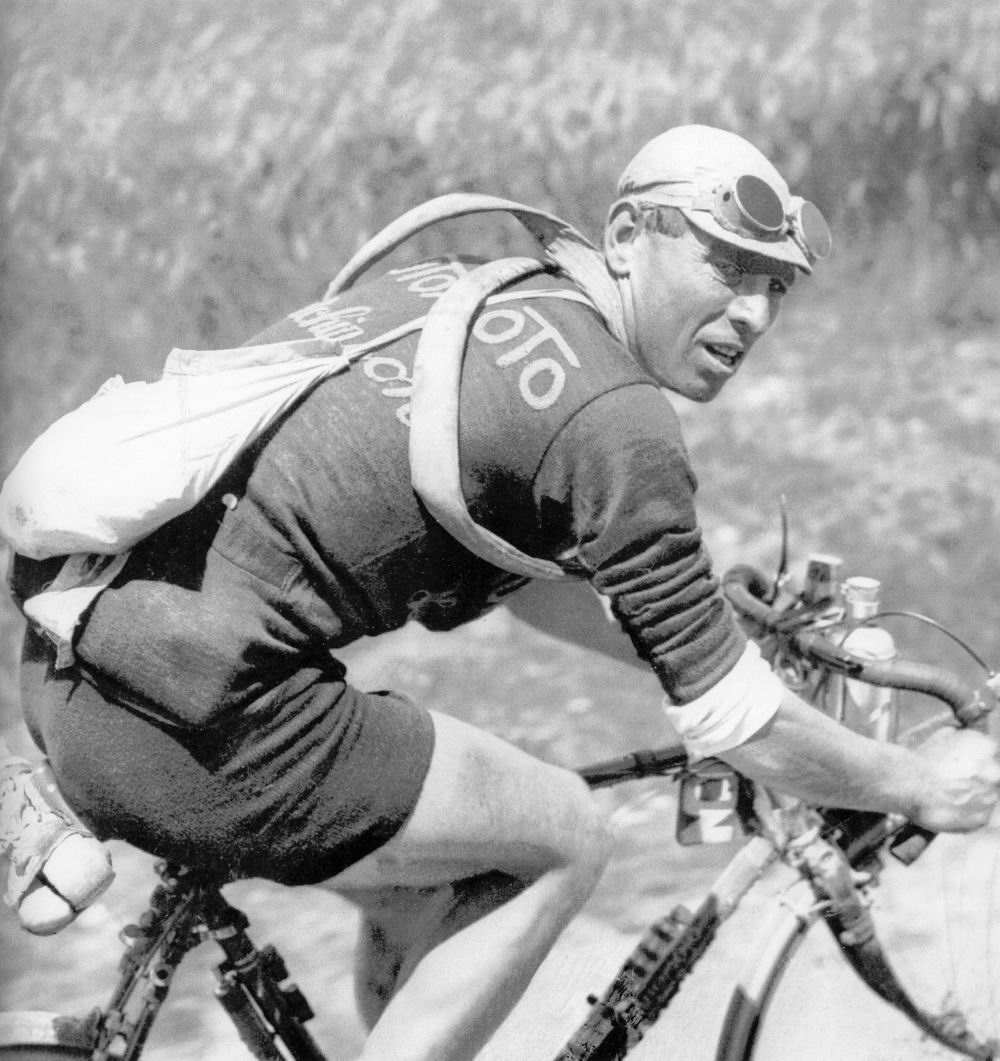
Buysse bei der Tour de France 1926

Lucien Buysse (* 11. September 1892 in Wontergem; † 3. Januar 1980 ebenda) war ein belgischer Radrennfahrer.

## Leben
Lucien Buysse begann seine Profikarriere 1914, gab in diesem Jahr aber bei seiner ersten Teilnahme an der Tour de France auf. Nach dem Ersten Weltkrieg nahm er seine Karriere wieder auf. 1923 erreichte er erstmals das Ziel bei der Tour de France und wurde Achter. Ab 1924 trat er für die italienische Automoto-Mannschaft an. Er half deren Star Ottavio Bottecchia bei seinen beiden Siegen 1924 und 1925, wobei sich Buysse mit einem dritten Platz 1924 und einem zweiten Platz 1925 selber auch sehr erfolgreich präsentierte.
Die Tour de France 1926 war mit 5745 Kilometern in 17 Etappen die längste Tour der Geschichte. Lucien Buysse, der von seinen Brüdern Jules und Michel unterstützt wurde, übernahm während eines Sturms in den Pyrenäen die Spitze, während Bottecchia aufgab. Bei der Zielankunft in Paris hatte Buysse einen Vorsprung von einer Stunde, 2 Minuten und 25 Sekunden auf den zweitplatzierten Luxemburger Nicolas Frantz.
Insgesamt gewann Lucien Buysse 5 Etappen bei der Tour: eine 1923, zwei 1925 und zwei 1926.

## Erfolge
- Sieg der Tour de France 1926
- 2. Rang bei Lüttich–Bastogne–Lüttich (1920)
- 3. Rang bei Paris–Roubaix (1920)
- 4. Rang am Giro d’Italia (1921)

### Klassierungen bei der Tour de France
- 1914: aufgegeben
- 1919: aufgegeben
- 1923: 8. Rang
- 1924: 3. Rang
- 1925: 2. Rang (2 Etappensiege)
- 1926: 1. Rang (2 Etappensiege)
- 1929: aufgegeben
- 1930: aufgegeben